# ريتشارد سانت بارب بيكر
ريتشارد سانت بارب بيكر (9 أكتوبر 1889- 9 يونيو 1982) هو عالم أحياء ونبات إنجليزي، وناشط بيئي ومؤلف، ساهم بشكل كبير في جهود إعادة التحريج في جميع أنحاء العالم. وباعتباره قائداً، أسس منظمة "رجال الأشجار"، التي لا تزال نشطة حتى اليوم باسم مؤسسة الأشجار الدولية، التي تقوم العديد من فروعها بإعادة التحريج على المستوى الدولي.

## الحياة والعمل

### السنوات المبكرة
وُلِد في 9 أكتوبر 1889 في ويست إند، هامبشاير، لوالديه جون ريتشارد سانت باربي بيكر وشارلوت بوروت. كان شقيق توماس غيوم سانت باربي بيكر. تبعه شقيق آخر، جيمس سكوت سانت باربي بيكر، إلى كندا، وتقدم بطلب للحصول على مزرعة مجاورة، كما تقدم بطلب للعمل في مجال الهندسة الكهربائية، وعمل في الترام الكهربائي المبكر في ساسكاتون حتى اندلعت الحرب العالمية الأولى. بالإضافة إلى هذين الأخوين، كان لدى بيكر ثلاث شقيقات، الأخت الكبرى، شارلوت مارثا، المولودة في 6 يناير 1888، توفيت في طفولتها. ينحدر بيكر من سلالة من المزارعين والقساوسة والمبشرين، مع وجود مغامرين عرضيين بين أسلافه أيضًا. كان منجذباً إلى البستنة عندما كان طفلاً صغيراً، وبما أن منزل العائلة في بيكون هيل كان محاطاً بغابة، فقد بدأ في استكشاف الغابة في سن مبكرة إلى حد ما. لقد أصبح ماهرًا جدًا في العمل اليدوي واعتقد مدى الحياة في قيمته.
أراد والد القديس باربي بيكر أن يلتحق ابنه بالوزارة، لذلك تم إرساله في سن الثالثة عشر إلى مدرسة دين كلوز، وهي مدرسة داخلية في تشيلتنهام، حيث أصبح مهتمًا بعلوم النبات والغابات. أشار أحد رجال الدين العائدين مؤخرًا من كندا إلى تراثه الديني واقترح على الشاب أن يعد نفسه للعمل التبشيري في المنطقة الغربية من ذلك البلد. لم يكن بيكر مستوحى من إكستون لويد فحسب، بل كان خياله أيضًا مستوحى من حكايات عمه الأكبر ريتشارد بيكر الذي سافر سابقًا إلى كندا. تمت رحلة بيكر في عام 1910، حيث أبحر في المحيط الأطلسي متجهًا إلى الداخل، حيث عاش في ظروف قاسية في مسكنه الريفي في القسم 25 الشمالي الغربي من البلدة 34، النطاق 6 غرب خط الزوال الثالث  بالقرب من بيفر كريك، ساسكاتشوان. كان بيكر مكرسًا للدراسات التي أكسبته دبلومة من كلية إيمانويل، جامعة ساسكاتشوان.  كان بيكر يؤدي عمله التبشيري، وكان يسافر على نطاق واسع على ظهور الخيل من مزرعته [التي هجرها لاحقًا] في جميع أنحاء المنطقة لحضور خدمته وكذلك إلى الجامعة لحضور الدروس. بعد أن عمل لفترة قصيرة كحطاب في معسكرات برينس ألبرت للأخشاب، أصبح مقتنعًا بأن الإهدار العشوائي للأخشاب والممارسات الزراعية (بما في ذلك إزالة الأشجار الشجيرات الطبيعية) من قبل المستوطنين الأوروبيين كان يؤدي إلى تدهور التربة بشكل مؤسف والجفاف المحتمل في سهول كندا.
عندما اندلعت الحرب العالمية الأولى، خدم في فرنسا مع وحدات المدفعية الملكية (RHA) وأصيب في ثلاث مناسبات. بعد خروجه من الخدمة، عمل في الخدمات الاجتماعية للحكومة البريطانية لفترة من الوقت. بعد الحرب العالمية الأولى عاد بيكر إلى إنجلترا للدراسة في ريدلي هول، كامبريدج.

### العمل في أفريقيا
استأنف القديس باربي بيكر قريبًا دراسته في علم الأحياء وعلم النبات في كامبريدج. لقد أدرك من خلال الملاحظة أن إزالة الغابات، الناتجة عن إزالة الأشجار دون إعادة التشجير بشكل كافٍ، تؤدي إلى مشاكل فقدان التربة، وانحدار الموائل والتنوع البيولوجي، وانخفاض توافر الخشب للوقود والاستخدام الصناعي، وانخفاض جودة الحياة.
بعد تخرجه من برنامج علم النبات في جامعة كامبريدج، تقدم بطلب للعمل في كينيا التي كانت تحت الحكم البريطاني. وفي شمال أفريقيا، رأى آثار قرون من سوء إدارة الأراضي، أولاً من زراعة القمح في الأيام الأخيرة من الإمبراطورية الرومانية وبعد ذلك من رعي الماعز الذي أدخله العرب لأول مرة. وبدافع الاهتمام المباشر بمشاكل إزالة الغابات، أنشأ في عام 1922 مشتلاً للأشجار وأسس منظمة مع شعب الكيكويو في كينيا لتنفيذ إعادة التحريج في المنطقة، باستخدام الأنواع المحلية. وفي اللهجة الإقليمية، كان يطلق على المجتمع المحلي اسم "واتو وا ميتي". وقد شكل هذا الأساس لما أصبح منظمة دولية، وهي منظمة رجال الأشجار (ترجمة للاسم الأصلي).
غادر كينيا في عام 1924 وعاد إلى إنجلترا. بعد إلقاء محاضرة في المؤتمر الأول للأديان الحية داخل الكومنولث (أو بدلاً من ذلك داخل الإمبراطورية البريطانية ، اتصلت به كلوديا ستيوارت كولز، التي قدمته إلى الإيمان البهائي بسبب الطريقة التي تعامل بها مع دين حي بين القبائل هناك في صياغة رجال الأشجار؛ درس القديس باربي بيكر هذا الدين واعتنقه بعد فترة وجيزة (في عام 1924). انظر الإيمان البهائي في كينيا.
ثم عاد إلى أفريقيا، حيث تم تعيينه مساعدًا لمحافظ الغابات في المقاطعات الجنوبية في نيجيريا من عام 1925 إلى عام 1929؛ وقام بعد ذلك بأعمال مماثلة لعمله في كينيا. كما قام أيضًا بأعمال تخطيط الغابات في جولد كوست. خلال هذا الوقت، كرّس نفسه جزئيًا لدراسة بيئة الغابات الاستوائية المعقدة للغاية. ومع ذلك، فقد وقعت حادثة دافع فيها عن رجل أفريقي ضد إساءة من قبل مسؤول بريطاني، وبالتالي خالف مكتب المستعمرات، وتم فصله من مهامه.

### العمل في فلسطين
حضر المؤتمر العالمي الأول للغابات في روما ثم ذهب للعمل في فلسطين وأنشأ فرعًا لرجال الأشجار هناك. وهناك التقى وحصل على دعم شوقي أفندي، رئيس الديانة البهائية آنذاك، والذي أصبح أول عضو مدى الحياة في جماعة رجال الأشجار في فلسطين. وقد أدى هذا الدعم إلى تأييد الزعماء المسلمين واليهود والمسيحيين لبرنامج إعادة التحريج في فلسطين.

### العمل في أمريكا
سافر إلى أمريكا، حيث عبر البلاد وقام بجولة في بساتين الخشب الأحمر على الساحل الغربي، وأصبح القديس باربي بيكر مؤلفًا ومحاضرًا مطلوبًا، وحظي باهتمام وطني حافل بالثناء من المذيع الإذاعي الشهير لوييل توماس. وبعد عودته إلى إنجلترا عبر أستراليا، عادت أفكاره إلى كاليفورنيا وانخرط في حملة إنقاذ الخشب الأحمر. كان السير فرانسيس يونجهاسباند، أول رئيس للفرع البريطاني لرجال الأشجار، هو من دافع عن هذه القضية في المملكة المتحدة. ظلت علاقات القديس باربي بيكر بالولايات المتحدة قوية، وفي أواخر ثلاثينيات القرن العشرين عمل مع الرئيس فرانكلين د. روزفلت لتأسيس فيلق الحفظ المدني الأمريكي (CCC)، والذي قيل إنه ضم في النهاية نحو ستة ملايين شاب.

### تأسيس رجال الأشجار

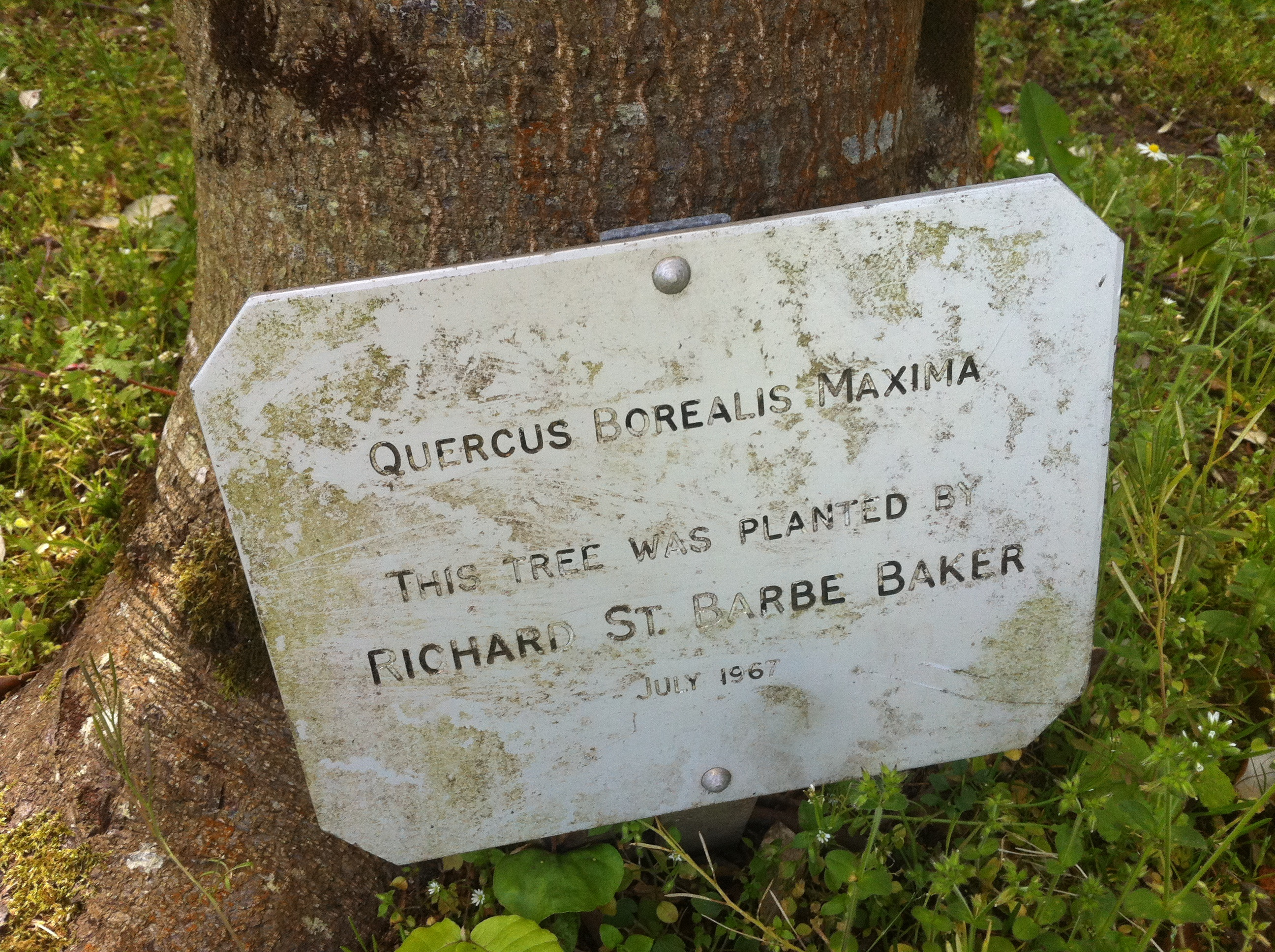
لوحة تشير إلى شجرة زرعها القديس باربي بيكر في باورسكورت، إينيسكيري، أيرلندا

وبفضل أسفار القديس باربي بيكر المستمرة، تم تأسيس فروع لمنظمته، رجال الأشجار (التي أصبحت الآن مؤسسة الأشجار الدولية في المملكة المتحدة)، على المستوى الدولي. بعد الحرب العالمية الثانية، أطلق جولة محاضرات في النمسا وألمانيا ودول أخرى مفهومه للجبهة الخضراء الدولية لترويج فكرة إعادة التحريج في جميع أنحاء العالم. ولعل التحدي الأكبر الذي واجهه هو مفهوم استعادة الصحراء الكبرى تدريجيا من خلال زراعة الأشجار بشكل استراتيجي. وقد تشكلت هذه الفكرة بعد رحلة استكشافية بطول 25 ألف ميل حول الصحراء (عبر 24 دولة)، والتي قام بها مع فريق في عامي 1952 و1953. وتخطط الاتحاد الأفريقي الآن لتنفيذ هذه الفكرة كجزء من مشروع الجدار الأخضر العظيم.
أصبحت منظمة القديسة باربي بيكر، رجال الأشجار، معروفة في نهاية المطاف باسم مؤسسة الأشجار الدولية. وفي نهاية المطاف، أصبح لدينا فروع في أكثر من 100 دولة. وبحسب بعض التقديرات، فإن المنظمات التي أسسها أو ساعدها كانت مسؤولة عن زراعة ما لا يقل عن 26 شجرة. تريليون شجرة، على المستوى الدولي. يُعتبر القديس باربي بيكر واحدًا من ثلاثة أسلاف، إلى جانب السير روبرت ماكاريسون والسير ألبرت هوارد، لحركة الزراعة العضوية.
تزوج من سكرتيرته، دورين لونج، في كنيسة سانت ماري، بونكناول، في 23 يناير 1946. كان لديهم طفلان: أنجيلا، المولودة عام 1946، وبول، المولود عام 1949. لقد انفصلا في عام 1953. في عام 1959 انتقل إلى نيوزيلندا وتزوج كاترينا بورنيت في 8 أكتوبر 1959 في كنيسة سانت ديفيدز بايونير التذكارية في كيف. كان والدها الراحل هو النائب توماس بورنيت.  كانوا يعيشون في محطة جبل كوك، محطة أغنام عائلتها، الواقعة على الجانب الشرقي من بحيرة بوكاكي.
كان القديس باربي بيكر نباتيًا.  وصفته مؤسسة الشجرة الدولية بأنه "من أبرز المدافعين عن النظام الغذائي القائم على النباتات".

### جوائز أخرى
حصل القديس باربي بيكر على درجة الدكتوراه الفخرية في القانون في 6 نوفمبر 1971 من جامعة ساسكاتشوان. تبع هذا التكريم تعيينه من قبل الملكة إليزابيث الثانية كضابط في وسام الإمبراطورية البريطانية (OBE) في حفل تكريمات رأس السنة الجديدة عام 1978.

### الموت والإرث
توفي القديس باربي بيكر في 9 يونيو 1982 أثناء زيارته لساسكاتون، ساسكاتشوان حيث دفن في مقبرة وودلون. وفي اليوم التالي، أصدر بيت العدل الأعظم برقية جاء فيها:
رحيل خادم مخلص متميز للإنسانية ريتشارد سانت باربي بيكر خسارة للعالم أجمع وللمجتمع البهائي خادم بارز ومتحدث باسم الإيمان. إخلاصه لولي أمره المحبوب [ شوقي أفندي ] الذي لا يكف عن بذل الجهود من أجل مصلحة البشرية، قدوة حسنة.
قبل أيام قليلة من وفاته، قام بغرس آخر شجرة له في أراضي جامعة ساسكاتشوان، وكان يعمل على كتابه الحادي والثلاثين. تم إنشاء علامة تذكارية من قبل هيئة وادي ميواسين ومجتمع البهائيين في ساسكاتون تكريمًا لآخر عملية زراعة شجرة قام بها بيكر في يوم البيئة العالمي 5 يونيو 1982، كما تشيد العلامة التفسيرية بإرث زراعة الأشجار التي بدأها ريتشارد سانت باربي بيكر على المستوى الدولي.  احتفى مجلس مدينة ساسكاتون في عام 1979 بإنجاز وتميز بيكر في تسمية منطقة التشجير المحفوظة إلى الأبد في ساسكاتون [جنوب محطة CNR] تكريمًا له ~ منطقة تشجير ريتشارد سانت باربي بيكر. تُحفظ أوراق ريتشارد سانت باربي بيكر ومخطوطاته ومراسلاته الشخصية وأنشطته في مجال الغابات والحفاظ عليها وصوره ومجموعاته في غرفة الأرشيف والمجموعات الخاصة بجامعة ساسكاتشوان. يقع طريق بيكر في بلدية كورمان الريفية رقم 344 بالقرب من أراضي المزرعة المملوكة لريتشارد سانت باربي بيكر وشقيقه جيمس سكوت سانت باربي بيكر.
تم الكشف عن نصب تذكاري للقديس باربي بيكر في قريته الأصلية ويست إند في هامبشاير في مارس 2003. يتضمن النصب التذكاري صورة بارزة من البرونز للقديسة باربي بيكر نحتتها جيل تويد، ووضعتها في الجرانيت أعلى عمود حجري من بورتلاند. يوجد أيضًا شارع في القرية يُسمى شارع باربي بيكر.

### الديانة البهائية
أشار شوقي أفندي، ولي أمر البهائية، إلى ريتشارد سانت باربي بيكر بأنه "أول عضو من طبقة النبلاء الإنجليز ينضم إلى الدين البهائي". وقال ديفيد هوفمان، وهو بهائي بريطاني خدم في بيت العدل الأعظم، عن قبول القديس باربي بيكر للدين البهائي (بعد عام 1924 بفترة وجيزة): "كان يقول دائمًا أن هذه كانت بداية حياته الحقيقية، وأدرك أنه استفاد كثيرًا من هذه الأدعية البهائية لدرجة أنه كان من العدل أن يخدم الدين البهائي بأفضل ما في وسعه". وقال السيد هوفمان أيضًا: "لقد نشر المعرفة بالدين أينما ذهب وكان موضع إعجاب كبير من قبل شوقي أفندي لتفانيه في خدمة قضية الإنسانية."

## فهرس
نشر بيكر أكثر من 20 كتابًا خلال حياته.
- ريتشارد سانت بارب بيكر (1985، 1970). حياتي، أشجاري (الطبعة الثانية). فورس: فيندهورن. ISBN: 0-905249-63-1. ريتشارد سانت بارب بيكر (2010) الأخشاب الطويلة
- ريتشارد سانت بارب بيكر (1989، 1993) رجل الأشجار: مختارات من كتابات ريتشارد سانت بارب بيكر
- ريتشارد سانت بارب بيكر (1981) أشجار للصحة وطول العمر
- ريتشارد سانت بارب بيكر (1974) أشجار شهيرة في أراضي الكتاب المقدس
- ريتشارد سانت بارب بيكر (1979) حياتي، أشجاري
- ريتشارد سانت بارب بيكر (1969) قصة القافلة ودفتر الريف
- ريتشارد سانت بارب بيكر (1966) غزو الصحراء
- ريتشارد سانت بارب بيكر (1965) أشجار شهيرة في نيوزيلندا
- ريتشارد سانت بارب بيكر (1962) حاسة الخيل؛ الخيول في الحرب والسلام
- ريتشارد سانت بارب بيكر (1958) كاميتي: حلم حراجي
- ريتشارد سانت بارب بيكر (1957) لماذا أنا نباتي
- ريتشارد سانت بارب بيكر (1965) الكتاب الحقيقي عن الأشجار
- ريتشارد سانت بارب بيكر (1956) رقصة الأشجار، مغامرات حراجي
- ريتشارد سانت بارب بيكر (1956) غزو الصحراء
- ريتشارد سانت بارب بيكر (1956) أرض تان: خطر التعرية. مطبعة لوتروورث: لندن
- ريتشارد سانت بارب بيكر (1955) كابونغو: قصة زعيم كيكويو. ريتشارد سانت بارب بيكر (1954) تحدي الصحراء
- ريتشارد سانت بارب بيكر (1952) أشجار شهيرة
- ريتشارد سانت بارب بيكر (1949) دفوف أفريقية
- ريتشارد سانت بارب بيكر (1949) المجد الأخضر - غابات العالم
- ريتشارد سانت بارب بيكر (1948) الأشجار، دليل القارئ
- ريتشارد سانت بارب بيكر (1948) الأشجار: كتاب الفصول
- ريتشارد سانت بارب بيكر (1944) غرستُ أشجارًا. مطبعة لوتروورث: لندن وريد هيل
- ريتشارد سانت بارب بيكر (1943) الخشب الأحمر
- ريتشارد سانت بارب بيكر (1942) الطبول الأفريقية. مطبعة جورج رونالد: ويتلي وأكسفورد
- ريتشارد سانت بارب بيكر (1940) أشجار. ريتشارد سانت بارب بيكر (1935) سحر في الغابة
- ريتشارد سانت بارب بيكر (1935) بين الأشجار (رجال الأشجار)
- ريتشارد سانت بارب بيكر (1931) أخوة الأشجار
- ريتشارد سانت بارب بيكر (1931) رجال الأشجار في غابات الماهوجني في كينيا ونيجيريا

## روابط خارجية
- القديس باربي – رجل سبق عصره
- مؤسسة الشجرة الدولية